# Santa Maria del Barri
Santa Maria del Barri és una església romànica que es troba al Barri de Tona a la comarca d'Osona. És una obra inclosa a l'Inventari del Patrimoni Arquitectònic de Catalunya.

## Història

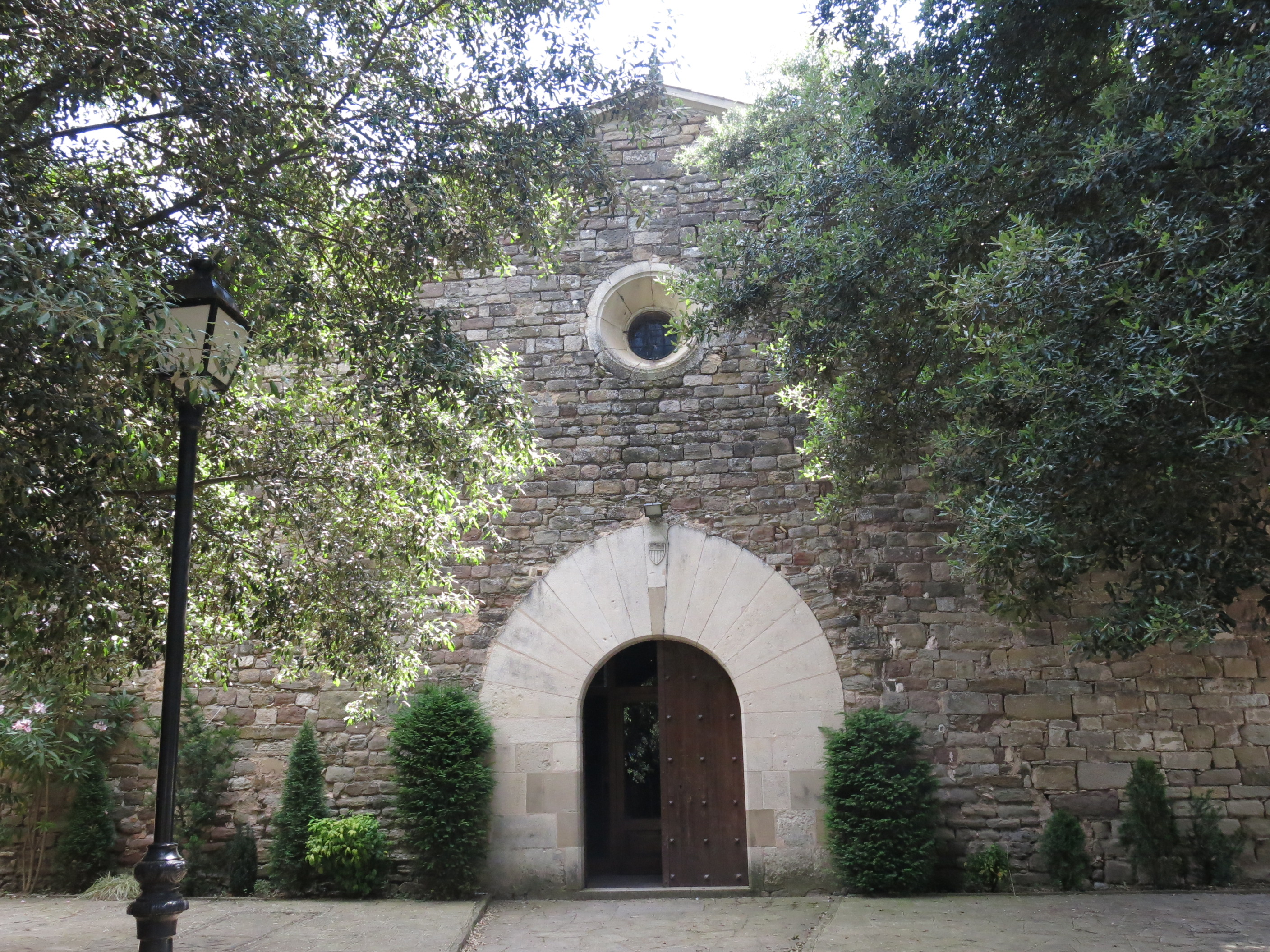
Façana

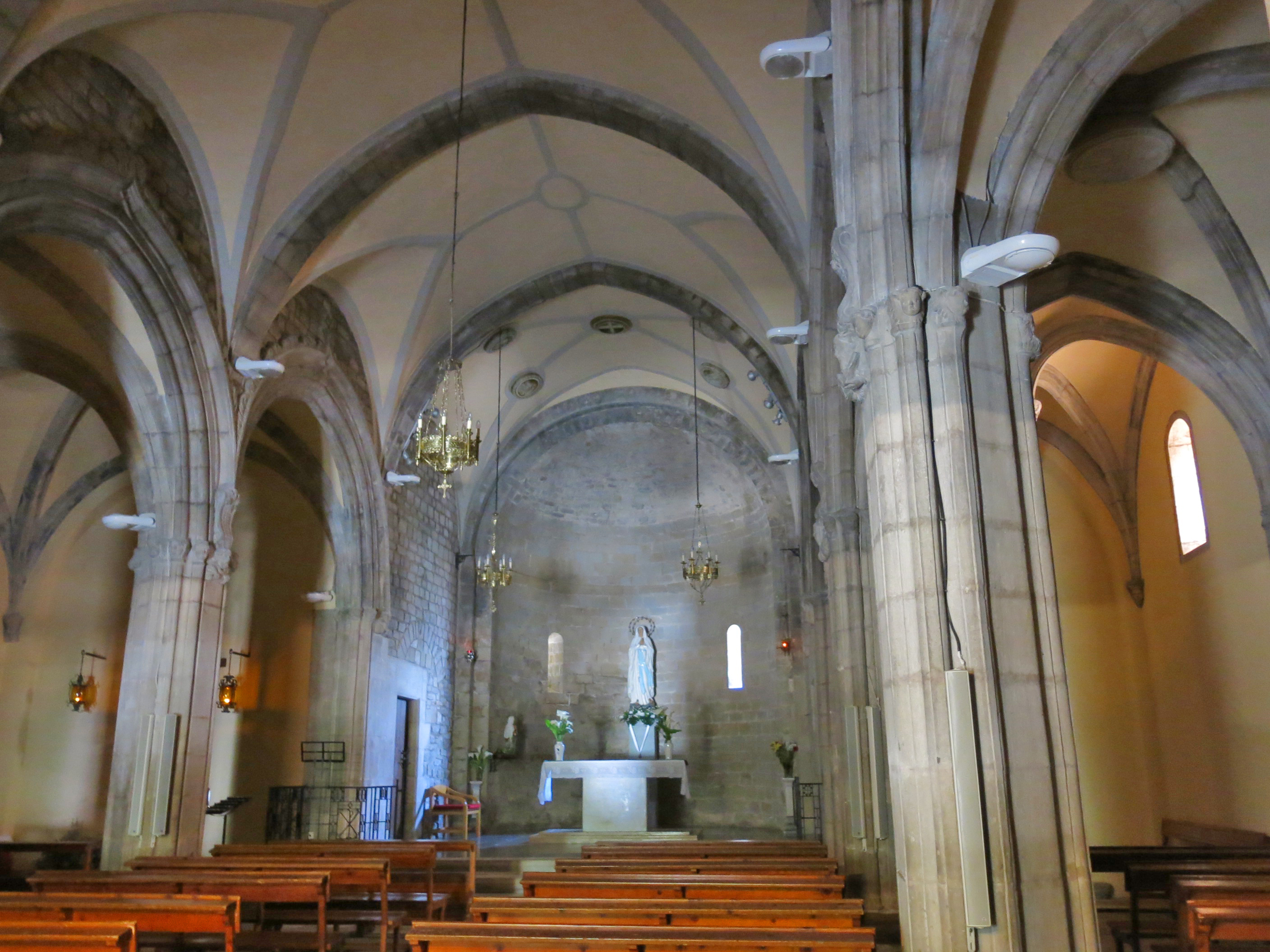
Interior del temple

Van ser els seus fundadors Miró Gotmar i la seva muller Eicolina, que van reconstruir-la en l'any 1073, sobre una altra documentada en l'any 1011. Per les destrosses sofertes durant els terratrèmols de 1425, es va haver de restaurar, sent els seus patrons els senyors de Barri o Desbarri, que més tard van cedir els seus drets de propietat al mas Planell, els quals els van conservar fins al segle xviii, quan l'església va passar a ser parroquial en substitució de la de Sant Andreu del Castell de Tona.
La seva última restauració va ser el 1992 realitzada per la Generalitat de Catalunya.

## Edifici
Del segle xii, originalment tenia una sola nau, però en les seves reconstruccions es va ampliar a tres naus, sostingudes per pilars i arcs gòtics amb claus de volta esculpides. Té un absis semicircular cobert amb una volta de quart d'esfera. En la part exterior sense ornamentació, es pot observar en un contrafort de l'absis un relleu representant la figura d'un quadrúpede.
El campanar és de planta quadrada de quatre pisos, amb finestres dobles separades per una columneta amb capitell en el primer pis i amb finestres d'arc de mig punt en la resta